# Jerker Andersson (fotograf)
Jerker Andersson, född 1966 i Falkenberg, är en svensk fotograf verksam i Göteborg. Han är utbildad på Högskolan för fotografi vid Göteborgs Universitet.
Andersson arbetar med fotodokumentationer i Sverige, han har gjort flera separatutställningar och medverkat i ett flertal grupputställningar.

## Priser och utmärkelser
- 2007 Svensk Bokkonst för boken Killar[8]
- 2012 Arbetets museums dokumentärfotopris[9]